# Chiesa di San Pietro Apostolo (Bozzolo)
La chiesa di San Pietro Apostolo è la parrocchiale di Bozzolo, in provincia di Mantova e diocesi di Cremona; fa parte della zona pastorale 5.

## Storia
La prima citazione della pieve di Bozzolo risale al 1385 ed è contenuta nel Liber synodalium, in cui si legge che aveva come filiali le cappelle di Cisvaschio, Commessaggio, Gazzuolo e Ospedale di San Pietro; nelle Rationes decimarum del 1404 tra le sue dipendenze sono elencate pure le chiese di San Martino dell'Argine e Spineda.
Nel 1518 venne fondato in paese un convento di Agostiniani, annesso al quale nel 1566 fu costruita una chiesa dedicata alla Beata Vergine Annunziata.
Dalla relazione della visita pastorale del 1599 del vescovo Cesare Speciano si apprende che alla cura d'anime erano preposti il parroco e un curato, che i fedeli erano circa 2400 e che la pieve, in cui avevano sede le società del Santissimo Sacramento, del Santissimo Rosario e della Santissima Trinità, era sede di un vicariato di cui facevano parte le parrocchie di Belforte, San Martino dell'Argine, Gazzuolo e Romprezzagno.
Nel 1798, con la soppressione del suddetto monastero, la chiesa passò al demanio, che nel 1804 la cedette alla parrocchia in cambio dell'antica pieve; nella prima fu traslata, con solenne processione, la parrocchialià, mentre la seconda venne venduta a un privato e poi demolita nel 1808.
Il vescovo Giovanni Cazzani nel 1929 consacrò il nuovo altare in marmo con tabernacolo; nel 1965, in ossequio alle norme postconciliari, venne aggiunto anche l'altare rivolto verso l'assemblea.
Nel 2000 si procedette al restauro e alla risistemazione del manto di copertura e nel 2012 la chiese venne dotata anche dell'ambone, costruito riutilizzando materiali provenienti dal demolito pulpito.

## Descrizione

### Facciata
La facciata a salienti della chiesa, rivolta a sudovest, è suddivisa da una cornice marcapiano in due registri, entrambi scanditi da lesene, d'ordine tuscanico in quello inferiore e ionico in quello superiore: il primo è caratterizzato centralmente dal portale maggiore timpanato e ai lati dai due ingressi minori sovrastati da altrettante finestre, mentre il secondo presenta il rosone, inscritto in un arco, ed è coronato dal frontone triangolare.
Annesso alla parrocchiale è il campanile a pianta quadrata, eretto nel 1606; la cella presenta su ogni lato una bifora ed è coronata dalla guglia poggiante sul tamburo caratterizzato da finestrelle.

### Interno
L'interno dell'edificio è suddiviso in tre navate, sulle quali si affacciano dieci cappelle laterali, da pilastri sorreggenti degli archi a tutto sesto e abbelliti da lesene, sopra cui corre la cornice modanata e aggettante sulla quale si impostano le volte; al termine dell'aula si sviluppa il presbiterio, rialzato di alcuni gradini, ospitante l'altare maggiore, delimitato da balaustre e chiuso dall'abside di forma semicircolare.
Qui sono conservate diverse opere di pregio, tra le quali la pala che rappresenta San Giacomo Apostolo, dipinta dal cremonese Ermenegildo Lodi, gli affreschi raffiguranti il Primato di San Pietro, San Pietro che parla in Sinagoga, il Supplizio di san Pietro e l'Edito di Costantino, rialzato tra il 1926 e il 1930 dal veronese Gaetano Miolato, la tela con soggetto la Crocifissione, eseguita da Jacopo Borbone del 1621, l'organo, costruito dalla ditta pavese Lingiardi nel 1864, e il dipinto raffigurante la Beata Vergine del buon consiglio, firmata da Francesco Chiocchi.